# Młynarkowy Żleb

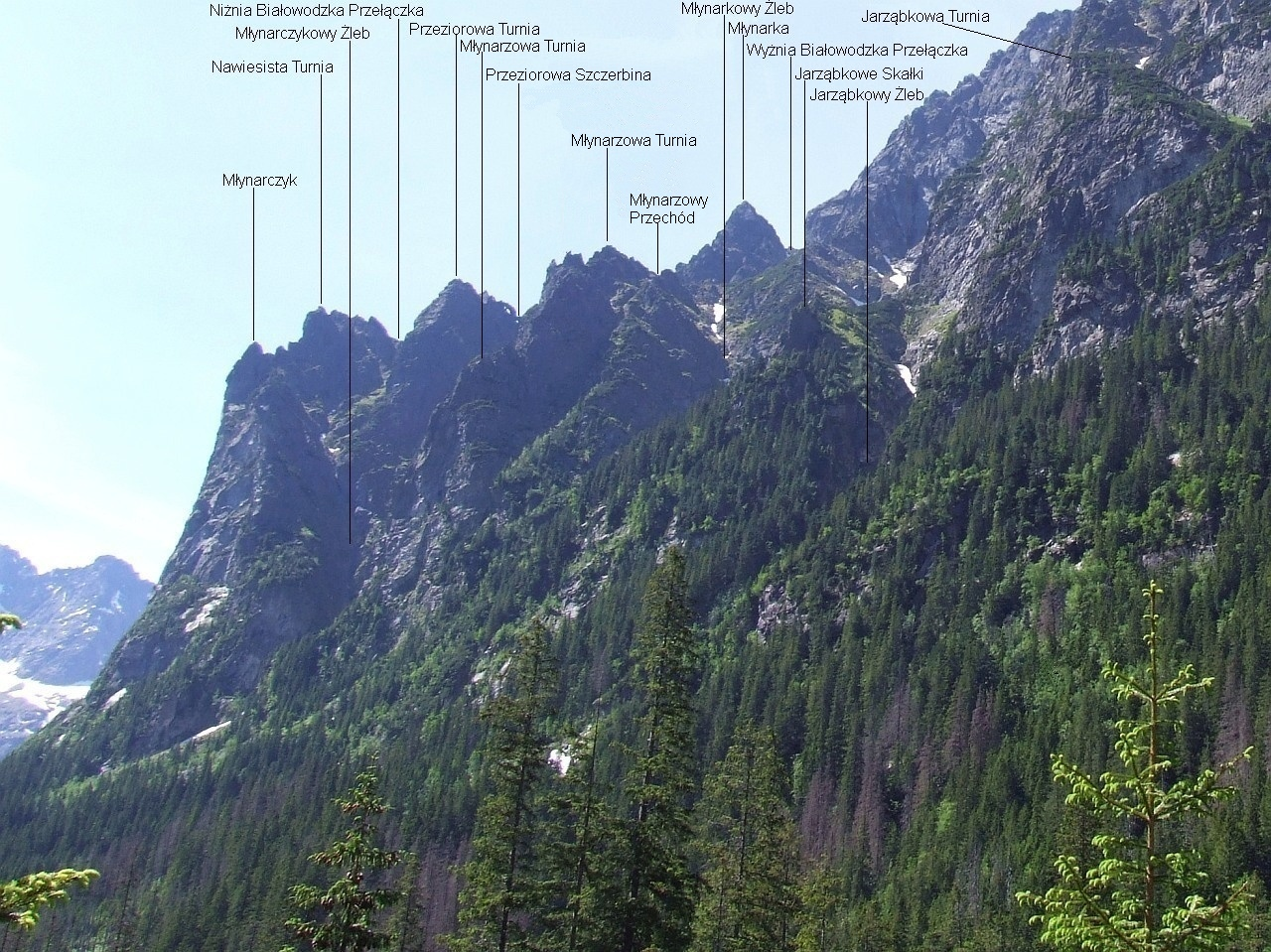
Widok z Doliny Białej Wody

Młynarkowy Żleb (słow. Mlynárkin žľab) – żleb na północnych zboczach wschodniej grani masywu Młynarza (dokładnie Wielkiego Młynarza) w słowackich Tatrach Wysokich. Jest odnogą Młynarczykowego Żlebu opadającego do Doliny Białej Wody. 
Orograficznie lewe ograniczenie żlebu tworzy wschodni filar północnego wierzchołka Wielkiego Młynarza, Młynarzowy Przechód i Młynarzowa Turnia. Oddzielają one zlewisko Młynarkowego Żlebu od zlewiska Młynarzowego Żlebu. Ograniczenie prawe tworzy Przeziorowa Turnia i jej północno-wschodnia grzęda. Tworzy ona dział wodny między Żlebem Młynarczykowym i Mlynarkowym. Najwyższa część Młynarkowego Żlebu to kilka żlebków spadających z wschodniej grani Młynarza na odcinku od Wyżniej Białowodzkiej Przełączki po Przeziorową Szczerbinę. Łączą się z sobą nieco powyżej Młynarzowego Przechodu. W dolnej części żleb staje się bardziej stromy i występuje na nim kilka progów, zazwyczaj mokrych. Najniższy z nich ma wysokość około 15 m i jest wspólny dla Żlebu Młynarkowego i Młynarczykowego. Zwykle na progu tym niewielkie ilości wody spływające dnem żlebów tworzą wodospadziki, zimą zamieniające się w lodospady.